# Born and Raised (Cormega)
Born and Raised è il quarto album in studio del rapper statunitense Cormega, pubblicato nel 2009.

## Tracce
1. Prelude / Intro (The 3rd Coming) (feat. Marley Marl) – 2:34
2. Girl – 2:56
3. Love Your Family (feat. Havoc) – 3:54
4. Get It In (feat. Lil' Fame) – 3:12
5. The Other Side – 3:01
6. Live And Learn – 2:58
7. Make It Clear – 3:03
8. Journey – 3:12
9. Define Yourself (feat. Tragedy Khadafi & Havoc) – 2:51
10. What Did I Do – 2:52
11. Dirty Game – 4:01
12. One Purpose – 0:40
13. Rapture – 2:54
14. Mega Fresh X (featuring DJ Red Alert, Parrish Smith, Grand Puba, KRS-One & Big Daddy Kane) – 4:54